# Мексикано-суринамские отношения
Мексикано-суринамские отношения — двусторонние дипломатические отношения между Мексикой и Суринамом. 

## История
Обе страны объединяет колониальное прошлое. Мексика, как и многие другие страны в регионе, была колонизирована Испанией и получила независимость в 1821 году. Суринам был колонизирован Нидерландами и получил независимость только в 1975 году. Почти сразу после обретения независимости Мексика установила дипломатические отношения с Суринамом. В 1982 году Суринам открыл посольство в Мехико, однако в 1986 году из-за финансовых трудностей эта страна была вынуждена закрыть посольство и осуществлять дипломатические контакты с Мексикой через своего посла в Вашингтоне. Мексика никогда не открывала посольство в Парамарибо, однако имеет там почётное консульство.
В 1998 году страны подписали Соглашение о научно-техническом сотрудничестве. В 2012 году стороны договорились о сотрудничестве в сельском хозяйстве, а также обучении суринамских дипломатов испанскому языку. Каждый год Мексика предоставляет государственные стипендии суринамским студентам для изучения испанского языка, а также для учебы на получение степени магистра наук в этой стране.
В 2002 году президент Суринама Рональд Венетиан посетил город Монтеррей для участия в Саммите Америк. Там он провёл встречу с мексиканским президентом Висенте Фоксом. В 2012 году президент Мексики Фелипе Кальдерон встретился с президентом Дези Баутерсе во время саммита Мексика-CARICOM в Барбадосе.

## Торговля
В 2014 году двусторонняя торговля между Мексикой и Суринамом составила сумму 12 млн. долларов США. Импорт Мексики из Суринама: разъемы для компьютерных проводов. Импорт Суринама из Мексики: бумага, продукты на основе молока, автомобильные детали и текила.